# دجاج محمر
الدجاج المحمر المغربي أو الدجاج المحمر بالدغميرة هو طبق مغربي شائع، والطبق الرئيسي في الأعراس والأعياد والمناسبات العائلية في المغرب من أجل الترحيب بالضيوف. يقصد بالدغميرة مزيج من التوابل التي تضاف إلى الدجاج ليأخذ نكهة خاصة. 

## معرض الصور

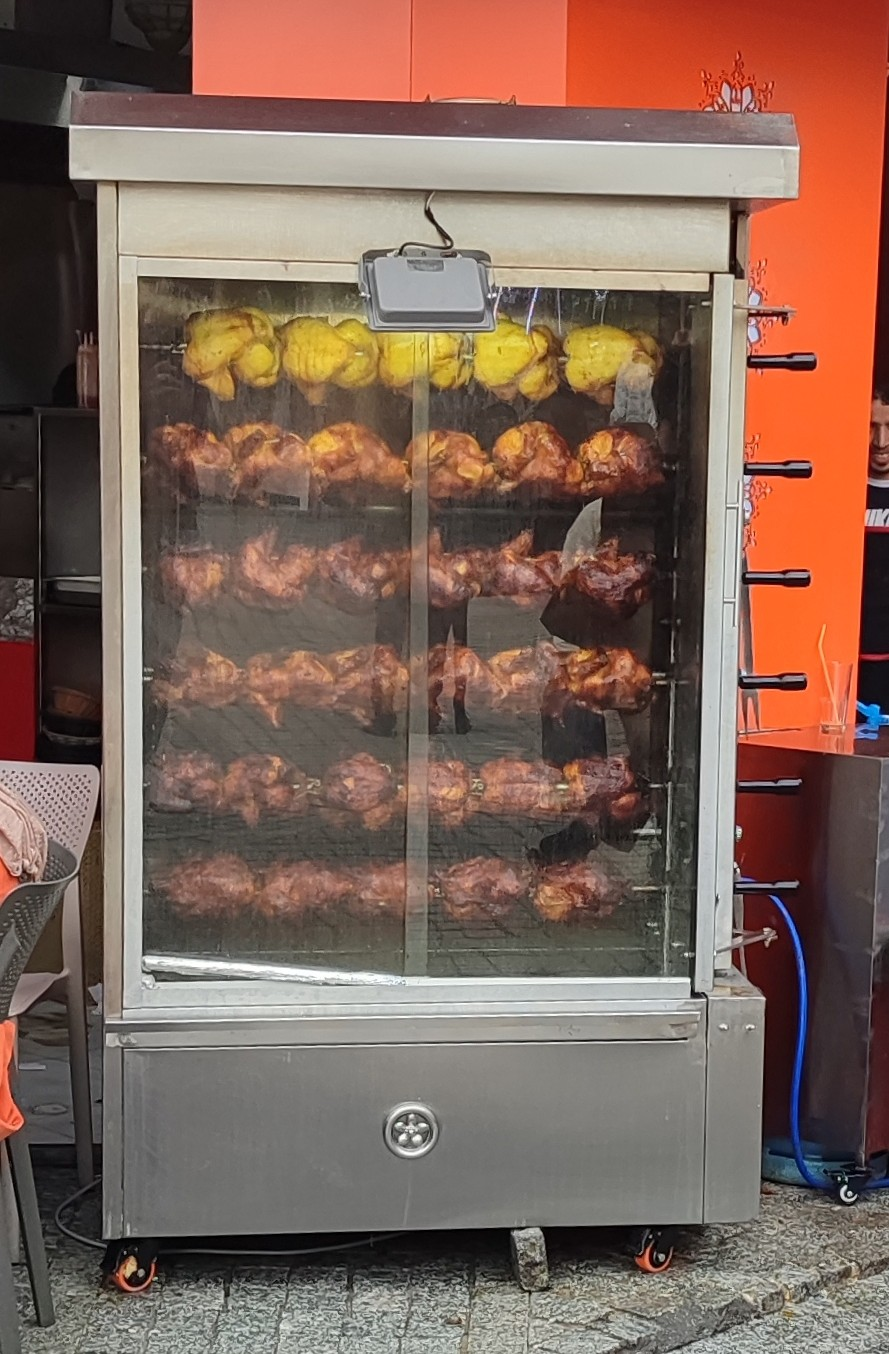
دجاج محمر بمطعم بالمدينة العتيقة للرباط.